# Elb Adress
Elb Adress è uno dei sette comuni del dipartimento di Boutilimit, situato nella regione di Trarza in Mauritania. Nel censimento della popolazione del 2000 contava 3.427 abitanti.